# Anthony Corbett
  Anthony Corbett    (Jamaica, 8 de juny de 1961) és un exfutbolista jamaicà de la dècada de 1980.
Fou internacional amb la selecció de Jamaica.
Pel que fa a clubs, destacà a Hazard United FC.
També fou entrenador a Boca Raton i Miramar United Elite.